# برن بورتر
برن بورتر (بالإنجليزية: Bern Porter)‏ هو مؤلف وكاتب أمريكي، ولد في 14 فبراير 1911 في بلدية هلتون في الولايات المتحدة، وتوفي في 7 يونيو 2004 في مين في الولايات المتحدة.